# Britannia Royal Naval College

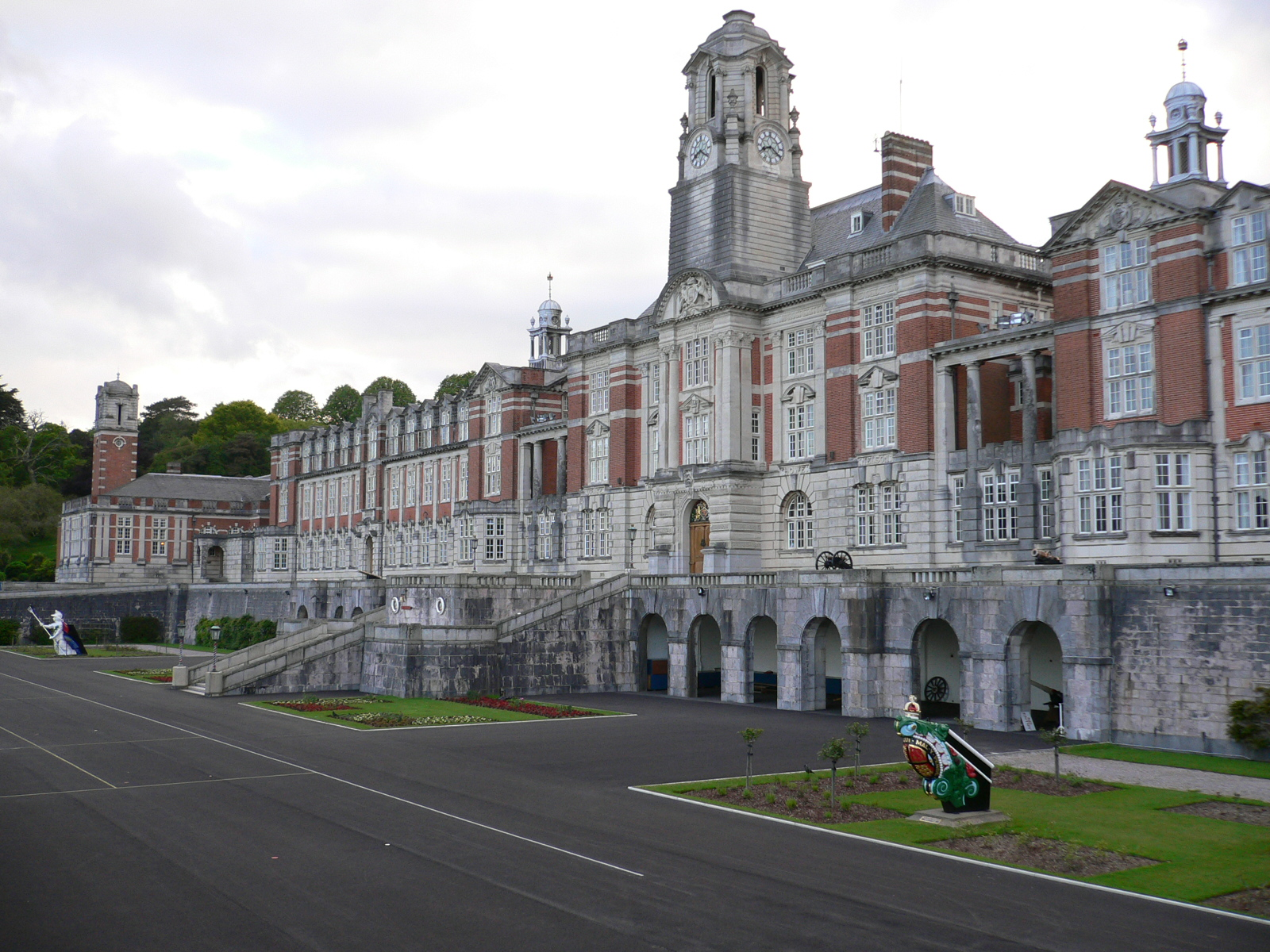
Britannia Royal Naval College

Britannia Royal Naval College (BRNC), comumente conhecido como Dartmouth, é a academia naval do Reino Unido e o estabelecimento de treinamento inicial de oficiais da Marinha Real. Ele está localizado em uma colina com vista para o porto de Dartmouth, Devon, Inglaterra. O treinamento de oficiais da Marinha Real ocorre em Dartmouth desde 1863. Os edifícios do campus atual foram concluídos em 1905. Desde 1998, BRNC tem sido o único centro de treinamento de oficiais da Marinha Real.